# 3147 Samantha
3147 Samantha là một tiểu hành tinh vành đai chính, được phát hiện bởi Lyudmila Ivanovna Chernykh ngày 16 tháng 12 năm 1976. She named her discovery in memory of the young American peace activist Samantha Smith. The Official Certificate was presented to her mother Jane Smith ngày 28 tháng 2 năm 1987.

## Orbital Information
Keplerian elements ở epoch 53450
| a (AU)            | 2.62088  |
| eccentricity      | 0.196591 |
| inclination (deg) | 3.541    |
| Asc. node (deg)   | 216.159  |
| Arg. perih. (deg) | 242.487  |
| M (deg)           | 228.868  |

Other useful data:
| Absolute Magnitude         | 13.348            |
| Slope parameter            | 0.15              |
| Perihelion (AU)            | 2.1056            |
| Aphelion (AU)              | 3.1361            |
| Asc. node-Earth sep. (AU)  | 1.76527           |
| Desc. node-Earth sep. (AU) | 1.3173            |
| Earth MOID (AU)            | 1.12517           |
| Chu kỳ quỹ đạo (days)      | 1549.78           |
| Diameter (km)              | 29.0              |
| First obs. (day/mo/yr)     | 16.943980/12/1976 |
| Last obs. (day/mo/yr)      | 11.320650/06/2004 |
| Number of obs.             | 274               |